# Jazyčnatka tasemnicová

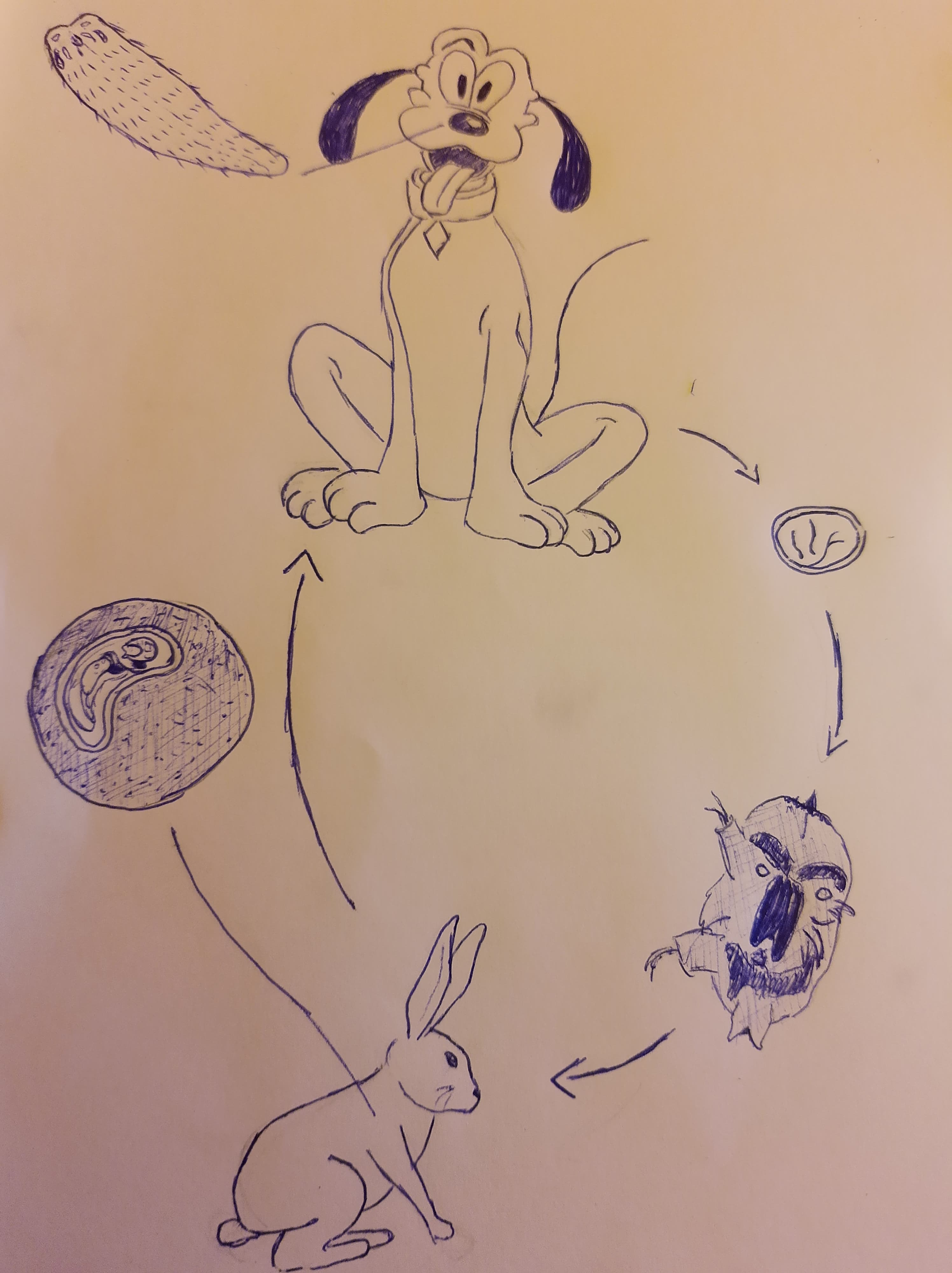
Životní cyklus jazyčnatky tasemnicové (vývoj od vajíčka po dospělce)

Jazyčnatka tasemnicová (Linguatula serrata) je jedním z nejznámějších zástupců třídy jazyčnatky (Pentastomida). Jsou to endoparazité hlavně dýchací soustavy u suchozemských obratlovců. Dospělci mají podlouhlé válcovité tělo s nápadným vnějším článkováním. Živí se krví svých hostitelů. Také mají velmi dobře vyvinutou trávicí soustavu.
Jazykovitý tvar těla dal jazyčnatkám jejich jméno. V přední části těla najdeme také rudimenty dvou párů končetin, dříve se myslelo, že se jedná o pět ústních otvorů (ve skutečnosti mají jen jeden ústní otvor a kolem něho mají nožičky, na první pohled to vypadalo jako ústa).
Dlouhou dobu bylo nejasné i jejich fylogenetické postavení. Jazyčnatky byly považovány za přechodnou skupinu mezi kroužkovci a členovci. Dnes je zřejmé, že se jedná o korýše značně pozměněné jejich parazitickým způsobem života.

## Životní cyklus
Mají nepřímý vývojový cyklus zahrnující jednoho či více mezihostitelů. Mezihostitelem jsou nejčastěji savci (zajíc, hlodavec, ovce atd.) a definitivním hostitelem je psovitá šelma. U definitivního hostitele (psa) se dospělé jazyčnatky lokalizují v jeho nosní dutině. Dospělci produkují vajíčka, která mohou být hostitelem vykašlána nebo mohou odcházet spolu s trusem do vnějšího prostředí, kde jsou pozřena mezihostitelem. V těle mezi hostitele se z vajíčka vyvíjí čtyřnohá larva (L1), ta proniká tenkým střevem mezihostitele a putuje do jeho vnitřních tkání, zde se dále vyvíjí. Larva (L3) už má vyvinutou trávicí a rozmnožovací soustavu. Z larvy se vyvíjí nymfa, která je infekční pro definitivního hostitele (psovitou šelmu). Definitivní hostitel pozře mezihostitele a nakazí se infekční nymfou, ta se usazuje v jeho nosní dutině a vyvíjí se v dospělce.
Jazyčnatkou tasemnicovou se může někdy nakazit i člověk (výskyt hlavně na Blízkém východě). Pokud vajíčko pozře člověk, dojde v jeho těle k vylíhnutí larvy. Larva v nás nedokáže dospět a místo toho, aby šla do hlavových dutin, zůstává bloudit v těle. Člověk může být mezihostitel, pokud spolkne vajíčko, nebo definitivní hostitel, pokud se nakazí z masa mezihostitele. Pokud se člověk nakazí larvami z tkání mezihostitelů (nejčastěji z masa býložravců) dojde k vývoji tzv. nasofaryngeální pentastomózy (Halzoun).